# Курбанова, Зухра Салямовна
Зухра́ Саля́мовна Курба́нова (род. 27 июля 1977, г. Москва) — российская спортсменка, тренер, спортивный судья. Заслуженный мастер спорта России по Кёкусинкай (2003). Судья всероссийской категории по киокусинкай (2018). Обладательница 4 дана по Синкёкусинкай WKO (2017) и 3 дана по Кёкусинкай IFK (2005).

## Биография
Родилась 27 июля 1977 года в Москве. Воспитывалась в Детском доме. С 1992 года по настоящее время занимается киокусинкай (стиль каратэ) как спортсмен, тренер, спортивный судья.
- С 22 февраля 1992 года — спортсмен Спортклуба «Бусидо». С момента начала занятий до выхода из клуба в 2021 году тренировалась под руководством Заслуженного тренера России Константина Белого.
- С 1997 — стажёр, а затем спортсмен-инструктор клуба
- С 2005 года  по 2021 год - старший тренер клуба по работе с юношескими и юниорскими сборными
- С 2016 года по 2021 год — член Совета клуба
- C 2017 года до нашего момента работает в Марьинской гимназии сначала педагогом дополнительного образования, впоследствии - преподавателем физической культуры.

Образование — высшее в области физической культуры и спорта — Московский институт физической культуры и спорта (2013). В 1997 году прошла обучение в Институте повышения квалификации при Российской государственной академии физической культуры (РГАФК, название РГУФКСМиТ в период 1993—2003 г.г.) и получила квалификацию инструктора по кёкусинкай. В 2018 прошла обучение в Институте повышения квалификации при Казанском (Приволжском) государственном университете. Сертифицированный тренер Ассоциации Киокусинкай России.

## Достижения в спорте
Курбанова З. С. на протяжении долгого времени являлась безусловным лидером в женском Киокусинкай не только в России, но и в мире. Долгое время она являлась единственной спортсменкой в мире, дважды победившей на чемпионате мира по Киокусинкай. В 1998 году, будучи трёхкратной чемпионкой России, она получила тяжёлую травму и перенесла несколько операций, пропустив несколько лет выступлений. Несмотря на это смогла вернуться на свой спортивный уровень, выиграв в 2001—2002 годах все турниры, в которых она принимала участие, включая 2-й чемпионат мира.

### Титулы
Многие из титулов были завоёваны впервые в истории российского киокусинкай:
- Первая Чемпионка Москвы по Киокусинкай (1994)
- Серебряный призёр первого чемпионата России по Киокусинкай (1994) (не была допущена врачом до участия в финале)
- Чемпионка 1-го и 2-го чемпионатов мира ИФК (97 и 02)
- Бронзовый призёр чемпионата Европы ИФК (99)
- Чемпионка (04) и бронзовый призёр (97) чемпионата Великобритании (в статусе Кубка Европы)
- Первая в истории восьмикратная призёрка Чемпионатов России: четырёхкратная чемпионка (95, 96, 97, 04), двукратный серебряный призёр (94, 98) и двукратный бронзовый призёр (99, 01) чемпионатов России ИФК, обладательница Кубка России ИФК (96)
- Чемпионка Польши (02)
- Бронзовая призёрка чемпионата России по ката (04)
- Чемпионка нокдаун-турнира мастеров «Единство»

### Звания
- В 1995 году ей присвоено звание «Мастер спорта России»
- В 1997 году звание «Мастер спорта международного класса России»
- В 1997 году признана Лучшим спортсменом г. Москвы (впервые им стал представитель неолимпийского вида спорта)
- 30 июня 2004 года - звание «Заслуженный мастер спорта России».[7] Зухра стала первым в истории обладателем этого звания в киокусинкай.
- В 2008 Российский Союз боевых искусств присвоил ей звание «Мастер боевых искусств».

### Аттестации
Многократно участвовала во Всемирных и Всероссийских сборах синкёкусинкай ВКО, а ранее — кёкусин ИФК.
- Экзамен на 1 дан (IFK) — 9 августа 1997 года. Экзаменатор: Президент IFK Ханси Стив Арнейл, 8 дан; Экзаменационная комиссия: Президент ФКР А. И. Танюшкин, 4 дан, Председатель ФКР А. В. Бура, 3 дан
- Экзамен на 2 дан (IFK) — 22 мая 2002 года. Экзаменатор: Президент ФКР А. И. Танюшкин, 5 дан, Экзаменационная комиссия: Председатель аттестационной комиссии ФКР В. П. Фомин, 5 дан
- Экзамен на 3 дан (IFK) — 5 июля 2005 года. Экзаменатор: Президент IFK Ханси Стив Арнейл, 9 дан, Экзаменационная комиссия: Президент ФКР А. И. Танюшкин, 6 дан, Председатель ФКР А. В. Бура, 5 дан
- В 2012 году присвоен 3 дан Всестилевого каратэ Межрегионального центра изучения единоборств.[3]
- Экзамен на 4 дан (ВКО) — 5 июля 2017 года. Экзаменаторы: Президент ВКО Кэндзи Мидори, Экзаменационная комиссия — технический комитет ВКО: Б.Фиткин, С.Сотодатэ, Ф.Кальман и др.

## Тренерская работа
С конца 90-х годов вела тренировка в Спортклубе "Бусидо", который покинула в 2021 году.
В настоящее время также работает в Государственном бюджетном учреждении г. Москвы «Центр культуры и спорта Измайлово» (тренер секции Киокусинкай), а также педагогом дополнительного образования в Школе 1902 Государственного бюджетного общеобразовательного учреждения города Москвы "Школа № 1566 «Марьинская гимназия с кадетскими классами памяти Героев Сталинградской битвы».
Двукратный победитель в Восточном административном округе городского смотра-конкурса г. Москвы в области физической культуры и спорта среди специалистов и тренеров по работе с детьми и подростками по месту жительства (2011, 2017).

## Спортивное судейство
В 2002 году Москомспортом ей присвоено звание Судья 1 категории по кёкусинкай, в 2018 году Минспортом всероссийская судейская категория. Принимала участие в судействе Первенств мира, Чемпионатов и Первенств России, Спартакиады учащихся России, последние годы является бессменным Главным судьёй Первенства Москвы ВКО.

## Награды
- в 2009 году Департаментом физической культуры и спорта г. Москвы ей присвоена Высшая тренерская категория
- в 2007 году награждена Почетной грамотой Федерального агентства по физической культуре и спорту (Росспорт)
- в 2006 году награждена Общественным Орденом Екатерины Великой 3 степени Комитета общественных наград
- в 2010 году награждена Благодарственным письмом Управления физической культуры и спорта ВАО г. Москвы
- в 2011 году награждена Благодарностью Префекта ВАО г. Москвы
- в 2011 и в 2017 годах признана лучшим тренером-преподавателем клубов Москвы по месту жительства в ВАО г. Москвы
- в 2013 году награждена Благодарностью Комитета по делам национальностей Государственной Думы РФ
- в 2016 году награждена Почётной грамотой ЦКиС района «Измайлово» г. Москвы
- многочисленными дипломами и грамотами
- Дважды была номинирована на профессиональную премию «Суперкаратэ» как лучший детский тренер (2007 и 2009).
- Трижды признавалась лучшим тренером СК «Бусидо» (2007, 2010, 2012).